# Система с общей оболочкой

Ключевые стадии эволюции системы с общей оболочкой. Сверху: звезда заполняет свою полость Роша. В центре: звезда-компаньон погружена в газовую оболочку, два объекта закручиваются друг вокруг друга, сближаясь по спирали. Внизу: оболочка выбрасывается или две звезды сливаются.

В астрономии общей оболочкой системы (англ. common envelope, CE) называется газовая оболочка, содержащая двойную звезду. Газ вращается со скоростью, отличной от скорости вращения погружённой в него двойной звезды. Подобная система называется находящейся на стадии наличия общей оболочки.
В течение стадии общей оболочки погружённая двойная система подвергается воздействию со стороны оболочки, вследствие которого расстояние между звёздами уменьшается. В конечном итоге оболочка будет выброшена из системы, звёзды в которой будут находиться на существенно меньшем расстоянии, или же две звезды окажутся настолько близко друг к другу, что сольются и образуют одну звезду. Стадия наличия общей оболочки относительно коротка по сравнению со временем жизни звёздных компонентов.
Эволюция на стадии общей оболочки, завершающаяся сбросом оболочки, может привести к образованию двойной системы, состоящей из компактного объекта и близко расположенного к нему второго компонента. Примерами систем подобного вида являются катаклизмические переменные, рентгеновские двойные звёзды и системы из двух близко расположенных белых карликов или нейтронных звёзд. Во всех таких системах присутствует компактный остаток (белый карлик, нейтронная звезда или чёрная дыра), являющийся, по всей видимости, ядром звезды, размер которой превышал современное расстояние между компонентами двойной системы. Если подобные объекты образовались в ходе эволюции в совместной оболочке, то их современное тесное расположение может быть объяснено. Короткопериодические системы, содержащие компактные объекты, являются источниками гравитационных волн и предшественниками сверхновых первого типа.
Предсказания результатов эволюции в системе с общей оболочкой не вполне однозначны.
Систему с общей оболочкой часто путают с тесной двойной системой. Общая оболочка обычно вращается не с той же скоростью, с которой обращается погружённая двойная система, следовательно, она не ограничивается эквипотенциальной поверхностью, проходящей через точку Лагранжа L2. В тесной двойной системе общая оболочка вращается вместе с двойной звездой и заполняет внутреннюю область эквипотенциальной поверхности.

## Формирование

Стадии эволюции двойной звезды при формировании общей оболочки. Отношение масс компонентов M1/M2=3. Чёрная линия показывает эквипотенциальную поверхность полости Роша. Пунктирная линия — ось вращения.
(a) Обе звезды лежат внутри своих полостей Роша, звезда 1 слева (M1, красный цвет), звезда 2 справа (M2, оранжевая).
(b) Звезда 1 почти заполняет свою полость Роша.
(c) Звезда 1 заполнила свою полость Роша, вещество перетекает на второй компонент.
(d) Вещество перетекает слишком быстро по сравнению с аккрецией и накапливается вокруг второго компонента.
(e) Формируется общая оболочка, схематично представленная эллипсом.
Из Рис. 1 в Izzard et al. (2011). doi:10.1017/S1743921312010769.

Общая оболочка образуется вокруг двойной звезды, когда расстояние между компонентами быстро убывает или же один из компонентов быстро расширяется. Звезда-донор при заполнении полости Роша начинает передавать вещество второй звезде, при этом взаимная орбита звёзд уменьшается, в результате процесс перетекания массы ускоряется, орбита уменьшается сильнее. Это приводит к динамически неустойчивому перетеканию массы. В некоторых случаях второй компонент не может аккрецировать на себя всё поступающее вещество, при этом вокруг второго компонента начинает образовываться оболочка.

## Эволюция
Ядро звезды-донора не участвует в расширении звёздной оболочки и формировании общей оболочки, которая впоследствии будет содержать два объекта: ядро звезды-донора и звезду-компаньон. Изначально данные объекты продолжают движение по орбите внутри общей оболочки. Считается, что вследствие воздействия со стороны газовой оболочки объекты теряют энергию, в результате чего переходят на более тесную орбиту, а скорости движения возрастают. Потеря орбитальной энергии, как предполагается, нагревает и расширяет оболочку; в целом стадия наличия общей оболочки завершается либо при сбрасывании оболочки в окружающее пространство, либо при слиянии объектов внутри оболочки. При постепенном пространственном уменьшении протяжённости орбиты объекты сближаются, двигаясь по некоторой спирали.

## Наблюдаемые проявления
Объекты с общей оболочкой достаточно сложно наблюдать. На их наличие было указано неявно: по существованию двойных звёзд, параметры которых не объясняются никаким другим механизмом формирования. Процессы при завершении стадии наличия общей оболочки обычно являются более яркими, чем обычные новые, но более слабыми, чем сверхновые. Фотосфера общей оболочки должна быть относительно холодной (около 5,000 K), излучающей, в основном, в красной части спектра. При этом из-за крупных размеров оболочки светимость её высока, примерно как у красного сверхгиганта. Явления, связанные с эволюцией в общей оболочке, начинаются с резкого увеличения светимости, за которым следует период постоянной светимости длительностью около нескольких месяцев (почти как у сверхновых II типа), сопровождаемый рекомбинацией водорода в оболочке. После завершения данного периода светимость быстро падает.
Наблюдались несколько явлений, напоминающих описанный выше процесс. Такие явления были названы яркими красными новыми. Скорости расширения составляют 200—1000 км/с, количество излучаемой энергии — от 1038 Дж до 1040 Дж.
Среди наблюдавшихся явлений можно упомянуть
- M85 OT2006-1, возможно, сбрасывание всей оболочки.
- V1309 Sco, вероятное слияние звёзд.
- M31 RV
- V838 Единорога[7][8]